# Statuia lui Petru al II-lea Mușat din Suceava

Statuia lui Petru al II-lea Mușat din Suceava, pe vechiul amplasament de lângă Casa de Cultură. Inscripția monumentului specifică Petru I Mușat, cum a fost cunoscut de istoriografie până nu demult.

Statuia lui Petru al II-lea Mușat din Suceava este un monument din bronz închinat voievodului moldovean Petru al II-lea Mușat (1375–1391), care a fost realizat de către sculptorul Paul Vasilescu și dezvelit în anul 1976 în municipiul Suceava. Statuia este amplasată lângă Palatul Administrativ, pe strada Ștefan cel Mare, în centrul orașului. În perioada 1976–2010 monumentul a fost situat în Piața 22 Decembrie, lângă Casa de Cultură.
Statuia lui Petru Mușat din Suceava a fost inclusă pe Lista monumentelor istorice din județul Suceava din anul 2004, având codul de clasificare  SV-IV-m-B-05695.

## Istoric și descriere
Statuia a fost realizată de către sculptorul Paul Vasilescu și amplasată în anul 1976 în centrul municipiului Suceava, lângă Casa de Cultură a Sindicatelor. Monumentul elogiază personalitatea voievodului Petru al II-lea, mai cunoscut ca Petru Mușat (1375–1391), cel care a mutat capitala Moldovei de la Siret la Suceava și din vremea căruia datează primul document de atestare a Cetății de Scaun a Moldovei (10 februarie 1388), precum și a orașului Suceava (18 august 1388). De numele său sunt legate o serie de ctitorii sucevene din veacul al XIV-lea: Cetatea de Scaun a Sucevei, Cetatea Șcheia, Curtea Domnească din Suceava și Biserica Mirăuți.
Statuia este realizată din bronz turnat și îl înfățișează pe voievod în picioare, cu sabia în mâna dreaptă, apropiată de picior. Opera are 3,62 metri înălțime, 1,10 metri lungime și 1,13 metri lățime.
Inițial, statuia se afla pe un soclu de travertin, cu înălțimea de 0,86 metri, lungimea de 1,11 metri și lățimea de 1,31 metri. Inscripția de pe soclul monumentului specifică „Petru I Mușat 1375–1391”, după cum a fost cunoscut fostul domnitor al Moldovei de istoriografie până nu demult.
În anul 2008, primarul Ion Lungu și-a exprimat intenția de mutare a statuii lui Petru Mușat de pe esplanada Casei de Cultură în curtea colegiului tehnic care poartă numele voievodului (fostul Liceu Industrial nr. 2). În locul ei urma a fi înălțată statuia „Bucovina înaripată”, monument al eroilor bucovineni. Ca urmare a protestului mai multor personalități locale printre care Mihai Iacobescu (președintele Societății de Istorie Suceava), Ștefan Purici (decanul Facultății de Istorie a Universității „Ștefan cel Mare”), Emil Ursu (directorul Muzeului Bucovinei), Ioan Scripcariuc (directorul Arhivelor Naționale Suceava), precum și IPS Pimen Zainea (arhiepiscopul Sucevei și Rădăuților), s-a renunțat la mutarea statuii lui Petru Mușat, noua statuie fiind înălțată la 28 mai 2009 vizavi de statuia voievodului.
Ca urmare a faptului că în Piața 22 Decembrie a început amenajarea unei întinse parcări subterane, la începutul lunii noiembrie 2010, autoritățile au intenționat transportarea statuii lui Petru Mușat în Parcul Universității din Areni, dar, în data de 9 decembrie 2010, ea a fost transportată la Laboratorul Zonal de Restaurare al Muzeului Bucovinei din Parcul Șipote-Cetate, pentru a fi curățată și păstrată.
Monumentul s-a aflat în conservare timp de aproape cinci ani. În data de 23 octombrie 2015, statuia a fost readusă în centrul orașului, însă nu pe vechiul amplasament de lângă Casa de Cultură, ci în spațiul verde din vecinătatea Palatului Administrativ, lângă intersecția între strada Ștefan cel Mare și Aleea Nucului, vizavi de clădirea Muzeului de Științele Naturii. Statuia a fost amplasată pe un nou soclu, realizat din beton armat și placat cu granit, în aceeași nuanță cu zona din fața Palatului Administrativ. Spațiul din jurul soclului a fost pavat.
Amplasamentul final al statuii este propus a fi în zona Curții Domnești, după ce situl arheologic va fi supus unor studii și proiecte de restaurare.

## Imagini

Statuia lui Petru al II-lea Mușat și Casa de Cultură
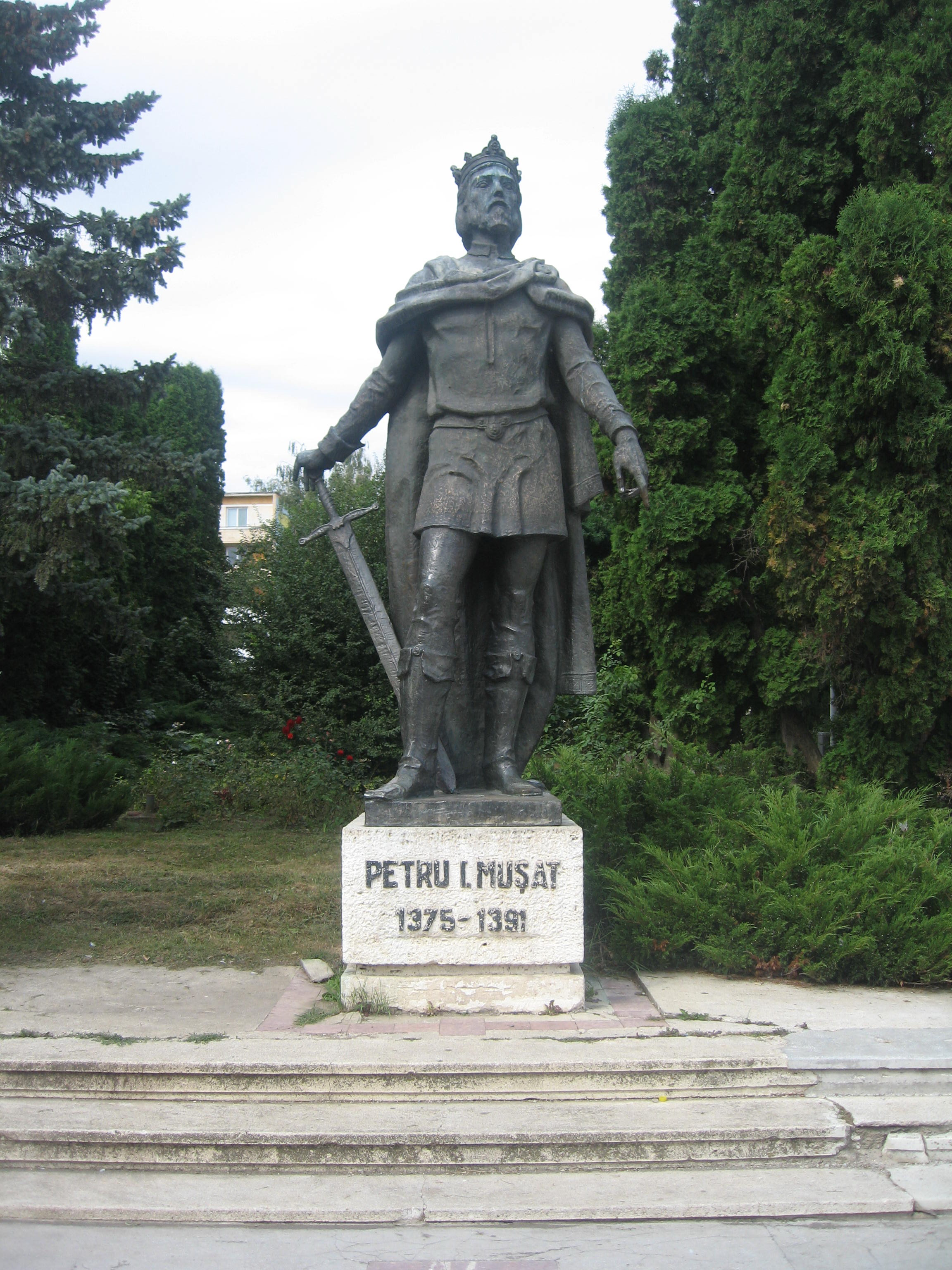
Statuia lui Petru al II-lea Mușat aflată pe vechiul amplasament (1976–2010)
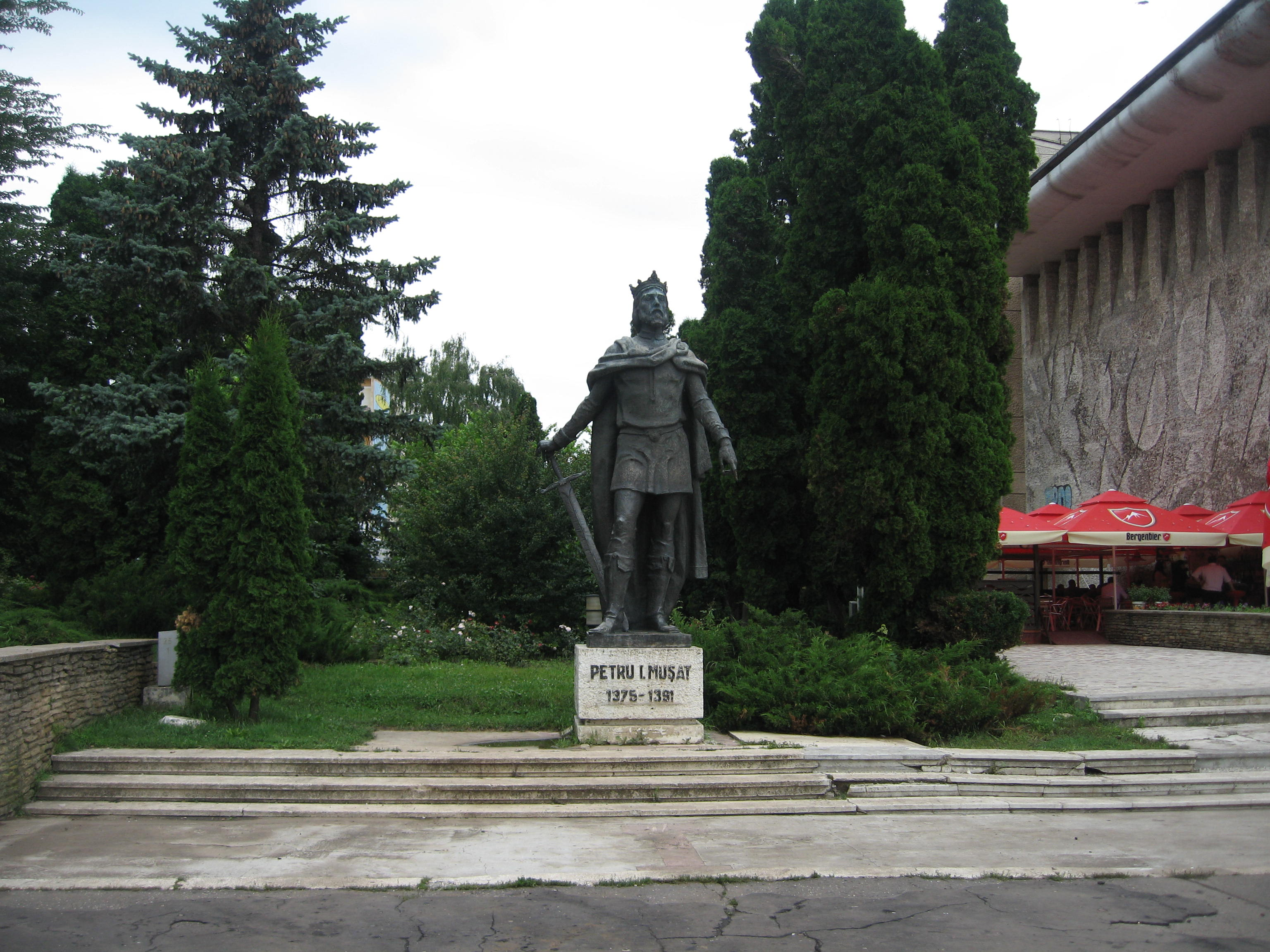
Statuia lui Petru al II-lea Mușat aflată pe vechiul amplasament (1976–2010)